# Сакей, Эрик
Эрик Ато Эшану Сакей (англ. Eric Ato Eshanu Sackey; 20 августа 1987 года, Аккра, Гана) — ганский футболист, защитник.

## Карьера
Воспитанник клуба «Тема Олл Старз». В 20 лет переехал в Молдавию, где с перерывами провел девять лет своей карьеры. Наибольших успехов ганец достиг с «Дачией». Вместе с ней нападающий становился Чемпионом и доходил до финала в розыгрыше Кубка страны. В августе 2011 года Сакей, который тогда на правах аренды выступал за «Сфынтул Георге», вместе с Разаком Салифу и Абдул-Гафаром Мамахом подвергся нападению фанатов «Зимбру». Толпа из 10-15 человек потребовала от футболистов отдать им футболки «Дачии». После отказа они накинулись на легионеров и избили их Позднее форвард некоторое время играл за «Зимбру».
После ухода из молдавского первенства Эрик Сакей несколько лет выступал за «МК Алжир». С 2017 года нападающий является свободным агентом. В свободное время он активно ведет свою страницу в Instagram.

## Достижения
- Чемпион Молдавии: 2010/11
- Серебряный призёр чемпионата Молдавии: 2012/13
- Финалист Кубка Молдавии: 2009/10
- Обладатель Кубка Алжира: 2016